# Gamasiphis furcatus
Gamasiphis furcatus är en spindeldjursart som beskrevs av Wolfgang Karg 1990. Gamasiphis furcatus ingår i släktet Gamasiphis och familjen Ologamasidae. Inga underarter finns listade i Catalogue of Life.